# Cénac
Cénac é uma comuna francesa na região administrativa da Nova Aquitânia, no departamento da Gironda. Estende-se por uma área de 7,49 km². Em 2010 a comuna tinha 2 029 habitantes (densidade: 270,9 hab./km²).